# Fabiana Dorigo
Fabiana Dorigo (12 maggio 1998) è una sciatrice alpina tedesca.

## Biografia
Di origini italiane e attiva dal novembre del 2014, Fabiana Dorigo ha esordito in Coppa Europa l'11 gennaio 2018 a Innerkrems in combinata e in Coppa del Mondo il 29 febbraio 2020 a La Thuile in supergigante, in entrambi i casi senza completare la prova; alle Universiadi di Lake Placid 2023 ha vinto la medaglia d'oro nel supergigante, precedendo sul podio la norvegese Carmen Sofie Nielssen e la spagnola Celia Abad, e quella d'argento nello slalom gigante, terminando alle spalle della tedesca Leonie Flötgen. L'11 marzo 2024 ha conquistato a Ål in slalom gigante il primo podio in Coppa Europa (3ª); ai Mondiali di Saalbach-Hinterglemm 2025, sua prima presenza iridata, è stata 31ª nello slalom gigante e 5ª nella gara a squadre. Non ha preso parte a rassegne olimpiche.

## Palmarès

### Universiadi
- 3 medaglie:
  - 1 oro (supergigante a Lake Placid 2023)
  - 1 argento (slalom gigante a Lake Placid 2023)
  - 1 bronzo (slalom parallelo a squadre a Lake Placid 2023)

### Coppa del Mondo
- Miglior piazzamento in classifica generale: 110ª nel 2025

### Coppa Europa
- Miglior piazzamento in classifica generale: 7ª nel 2025
- 4 podi:
  - 1 secondo posto
  - 3 terzi posti

### Campionati tedeschi
- 6 medaglie:
  - 3 ori (supergigante nel 2023; supergigante nel 2024; slalom gigante nel 2025)
  - 1 argento (discesa libera nel 2025)
  - 2 bronzi (slalom gigante nel 2021; supergigante nel 2025)